# Новое Берёзово
Но́вое Берёзово — село в Сасовском районе Рязанской области России. Административный центр Новоберёзовского сельского поселения.

## Географическое положение
Находится в южной части Сасовского района, в 20 км к югу от райцентра на реке Цна.
Ближайшие населённые пункты:

— Старое Берёзово — примыкает с юго-востока;

— Малый Студенец в 1 км к северо-западу по асфальтированной дороге.
Ближайшая железнодорожная станция Сасово в 20 км к северу по асфальтированной дороге.

## Природа

### Климат
Климат умеренно континентальный с умеренно жарким летом (средняя температура июля +19 °С) и относительно холодной зимой (средняя температура января -11 °С). Осадков выпадает около 600 мм в год.

### Рельеф
Высота над уровнем моря 86—105 м.

### Гидрография
Село протянулось на три километра вдоль левого берега Цны, вплотную прилегая к руслу реки.
В черте населённого пункта есть два старичных озера — Глушица и Карино. Левая пойма пересечена дренажными каналами.

### Почвы
В долине и пойме Цны почвы аллювиальные (суглинки и супеси), выше, к юго-западу переходящие в чернозём.

## История
В 1893 г. Новое Берёзово (Ново-Берёзово) входило в Ново-Берёзовскую волость Шацкого уезда Тамбовской губернии. С 2004 г. и до настоящего времени входит в состав Новоберёзовского сельского поселения. До этого момента входило в Новоберёзовский сельский округ
.Исследование истории Новоберезовского поселения изложено на официальном сайте Администрации Новоберезовского сельского поселения http://novoberezovskoye.gov62.ru.

## Население
| 1981 | 1989 | 2002 | 2010 |
| ---- | ---- | ---- | ---- |
| 1400 | ↘814 | ↘669 | ↘606 |

## Инфраструктура

### Дорожная сеть
Через село проходит асфальтированная дорога межрайонного значения Алёшино — Ямбирно. В советские времена на противоположную сторону можно было перебраться по разборному мосту, в настоящее время от которого остались лишь остатки опор и водопропускные стальные трубы, особо выделяющиеся при низкой воде. Сейчас можно переехать на правый берег только вброд в специальном месте и то на особо проходимой технике.

### Транспорт
Связь с райцентром осуществляется автобусными маршрутами пригородного значения: № 103 Сасово — Новое Берёзово, № 106 Сасово — Ямбирно. Автобусы средней вместимости (ПАЗ-3205) курсируют несколько раз в сутки, ежедневно. Стоимость проезда до Сасово составляет 40 рублей.

### Связь
Электроэнергию село получает по транзитной ЛЭП 10 кВ, от подстанции 35/10 кВ "Студенец" (резерв от подстанции 110/35/10 кВ "Теньсюпино").